# لودهیانا
لودهیانا (انگلیسی: Ludhiana پنجابی:ਲੁਧਿਆਣਾ) یکی از پنج شهر مهم ایلات پنجاب در شمال کشور هندوستان است که در فاصله ۳۶۰ کیلومتری از دهلی نو واقع شده‌است. جمعیت شهر در حدود ۴/۱ میلیون نفر و مساحت آن ۳۷۶۷ کیلومتر مربع برآورده شده‌است.

## اقتصاد
لودهیانا شهری بیشتر تجارتی و صنعتی است. بیشتر صنایع آن، ریسندگی و منسوجات، نوشابه سازی، مونتاژ خودرو و لبنیات است. در عین حال این شهر همانند دیگر بخش‌های ایالات پنجاب از نظر تولیدات کشاورزی نیز موقعیت ممتازی دارد. از نظر سطح درآمد و تراز اقتصادی از جمله شهرهای گران و مرفه پنجاب به‌شمار می‌آید. میزان آلودگی هوا و معابر بالاست.

## مراکز خرید و تفریحی
این شهر فاقد بنای تاریخی مهم، مرکز تفریحی مطلوب و تفرّجگاه و وسایل سرگرمی و رفاه به ویژه جهت استفاده خارجیان است. با این وجود می‌توان از مراکز زیر نام برد
۱. چورا بازار (Choura Bazaar)
این بازار مرکز تجارت لودهیانا است ولی در منطقه‌ای پرترافیک و آلوده واقع است. معابر بسیار تنگ منطقه، رفت‌وآمد را برای عابران مشکل می‌کند. با این وجود قیمتهای اجناس در مقایسه با مناطق دیگر شهر مناسب تر است.
۲. گومار ماندی (Gumar Mandi)
این بازار در فاصله نزدیک تری به دانشگاه واقع است. در عمده فروشگاه‌ها، البسه و منسوجات به فروش می‌رسد. دانشجویان پس از تهیه و اجاره منزل برای خرید لوازم اولیه زندگی از قبیل ظروف به این بازار مراجعه می‌کنند. در این بازار مجتمع تجاری جدیدی به نام new shopping complex احداث شده‌است.
۳. مال رود (Mall Road (The Mal
این خیابان (بلوار) از جمله مناطق نسبتاً تمیز شهر لودهیانا است و چندین مجتمع تجاری و فروشگاه‌های لباس (انواع پوشاک) از مارکهای معتبر تجاری دنیا در آن واقع است. البته سطح قیمتها بسیار بالاتر از سایر مناطق لودهیانا است.
۴. خیابان باس استند Bus Stand Road
در انتهای این خیابان، ترمینال اتوبوس شهر لودهیانا واقع است. دانشجویان جهت خرید وسایل چوبی و فلزی (از قبیل کمد، میز تحریر، صندلی و مانند آن‌ها) به این خیابان مراجعه می‌کنند.
1. بازار فیروز مارکت Ferouze Gandhi Market
2. سینما آرتی Aarty Cinema

این سینما در فاصله زمانی حدود ۵–۶ دقیقه (با وسیلة نقلیّه) از در شماره ۲ دانشگاه در حاشیه Ferouzepur Road و نرسیده به میدانی که به همین نام مشهور است (Aarty Chowk) واقع است.
۷. سینما ماهار Malhar cinema
این سینما در بلواری معروف به Malhar road منشعب از F. Road واقع است.
۸. پارک رز گاردن (Rose Garden)
تنها مکان عمومی تفریحی شهر است.

## دسترسی
این شهر از طریق جاده اصلی دهلی - آمریستار و همچنین راه‌آهن به دهلی و سایر شهرهای ایالت متّصل می‌شود. مناسب‌ترین وسیله برای سفر به دهلی نو، قطار SHATABDI است که طی ۴ ساعت و در دو نوبت در روز (صبح و عصر) و در تمام ایام هفته قابل استفاده‌است.

## مراکر آموزش عالی
عمده شهرت لودهیانا به عنوان شهری دانشگاهی به واسطه وجود دانشگاه کشاورزی پنجاب (PAU) می‌باشد. این دانشگاه قدمتی ۴۰ ساله دارد و همواره جزء سه دانشگاه برتر هند در زمینة علوم کشاورزی بوده‌است. (دو دانشگاه دیگر، انستیتو تحقیقات کشاورزی درپوسا (دهلی نو) و دانشگاه کشاورزی بنگلور می‌باشند) سایر رشته‌ها و گرایشهای آموزشی دانشگاه ایالتی پنجاب در مرکز ایالت در شهر چندیگر متمرکز است.
دانشگاه کشاورزی پنجاب (PAU) دارای یک کمپ (پردیس) اصلی در لودهیانا و چندین ایستگاه تحقیقاتی در سایر نقاط ایالت می‌باشد. فضای سبز و محیط عمومی پردیس دانشگاه تفاوت بسیار چشمگیری با سطح شهر دارد به طوری که عموماً جهت بهره‌مندی از هوای مناسب و محیط آن و پیاده‌روی عمومی مورد استفاده قرار می‌گیرد. این دانشگاه از ۴ دانشکده: college of basic science , college of veterinary , college of agric.eng , college of agriculture تشکیل شده‌است.